# 溝邉祐子
溝邉 祐子（みぞべ ゆうこ、12月6日 - ）は、日本の元女性声優。かつて81プロデュースに所属していた。大分県別府市出身。

## 人物
2012年11月、自身のブログとTwitterで10月1日に入籍したことを発表した。
2013年6月30日付けで所属していた81プロデュースから退所。また退所に伴い、声優業を引退することをブログとTwitterで発表した。

## 出演作品

### テレビアニメ
2007年
- ぜんまいざむらい（かぐや姫）
- バンブーブレード（女子）
- まめうしくん（チョウチョ、ピンクマ、カエル）

2008年
- 全力ウサギ（子ウサギ、従業員）
- テレパシー少女 蘭（由香（子供））
- BLUE DRAGON 天界の七竜（マリア）
- ロザリオとバンパイア（マーメイド）

2009年
- うちの3姉妹（バレエ教室の先生）
- 狼と香辛料II（ディアナの使い）
- NEEDLESS（フェムト）
- 花咲ける青少年（裕子、女生徒、メイド、倣一族、クラブの女、女、リザベル、クラスメイト、アナウンサー、ライサ、幼少のルマティ）
- PandoraHearts（メイド）

2010年
- はっけん たいけん だいすき!しまじろう

2011年
- NARUTO -ナルト- 疾風伝（小僧）
- バクマン。（女子生徒）
- ポケットモンスター ダイヤモンド&パール 特別編（ナナコ）
- メタルファイト ベイブレード 爆（オペレーターC）
- レベルE（リポーター）

### ゲーム
- 幻想水滸伝ティアクライス（2008年、オータ、スヴェン、ルファ）

### ドラマCD
- 豪華客船で恋は始まる5
- トップをねらえ2!

### パチンコ
- ハーレムエース2（2011年、マロン）

### 吹き替え

#### 映画
- ザ・タウン（愛人）
- サンタ・バディーズ 小さな5匹の大冒険
- スペース・バディーズ 小さな5匹の大冒険
- 沈黙のステルス（リサ中尉、看護士）
- ナイトメア・オブ・クリスマス（ガウェイン、ヴァイオレット）
- ネバー・サレンダー 肉弾凶器 ※テレビ東京版
- ビリー'S KARATE MAN（ジュディ）
- マイネーム・イズ・ハーン（ザーキル〈少年〉）
- マルコ・ポーロ 東方見聞録（売り子）

#### テレビドラマ
- アプレンティス（アマンダ）
- コールドケース4 #20
- コールドケース5 #12
- 食客（テ・チョン・ジェヒャン）
- スーパーナチュラル（レネー）
- セイディ my ダイアリー（アーデン）
- セカンド・チャンス（ファティマ）
- セサミストリート（レキシン・ボンドック）※DVD版
- Dirt（クリスタ） #15
- ブラザーズ&シスターズ #47、55、56
- ブルーブラッド 〜NYPD家族の絆〜（ジャック・レーガン）

#### アニメ
- きかんしゃトーマス（スティーブン・ハット（第10シーズン）、子供達（第10シーズン、第13シーズン）、ブリジット・ハット（第10シーズン、第13シーズン））※テレビ東京版
- クリーピー（メラニー）
- ごきげん ジミー!（ジェズ）
- ミュータント タートルズ（少女）